# Liste der Biografien/Hoz
Liste der Biografien |
Portal Biografien |
Personensuche
# |
A |
B |
C |
D |
E |
F |
G |
H |
I |
J |
K |
L |
M |
N |
O |
P |
Q |
R |
S |
T |
U |
V |
W |
X |
Y |
Z |
?
 
Ha |
Hd |
He |
Hi |
Hj |
Hk |
Hl |
Hm |
Hn |
Ho |
Hr |
Hs |
Ht |
Hu |
Hv |
Hw |
Hy
 
Hoa |
Hob |
Hoc |
Hod |
Hoe |
Hof |
Hog–Hok |
Hol |
Hom |
Hon |
Hoo |
Hop |
Hoq |
Hor |
Hos |
Hot |
Hou |
Hov |
How |
Hox |
Hoy |
Hoz
Die Liste der Biografien führt alle Personen auf, die in der deutschsprachigen Wikipedia einen Artikel haben. Dieses ist eine Teilliste mit 14 Einträgen von Personen, deren Namen mit den Buchstaben „Hoz“ beginnt.

## Hoz
- Hoz, Dow (1894–1940), zionistischer Kämpfer und Flugpionier
- Hoz, Thomas de la (1879–1949), spanischer Dominikaner, Priester und Apostolischer Präfekt

### Hoza
- Hozaki, Sunao (* 1987), japanischer Fußballspieler

### Hozi
- Hozier (* 1990), irischer FolkrockmusikerHozier (* 1990)

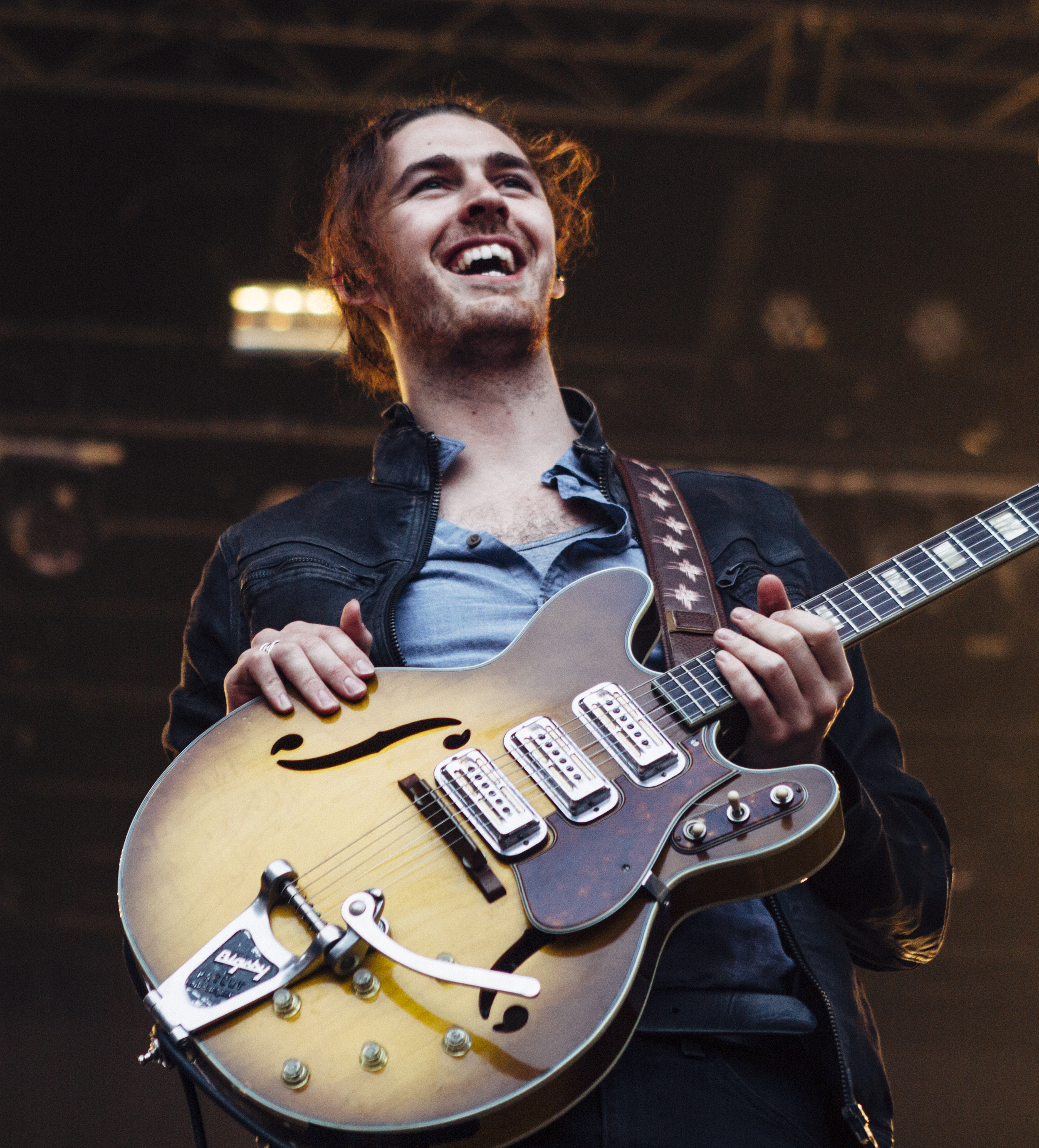
Hozier (* 1990)

### Hozm
- Hozmanau, Sjarhej (* 1959), sowjetischer und belarussischer Fußballspieler

### Hozo
- Hozó, Levente (* 1975), rumänischer Eishockeyspieler

### Hozu
- Hozumi, Eri (* 1994), japanische Tennisspielerin
- Hōzumi, Genshō (* 1937), japanischer Zen-Meister
- Hozumi, Masako (* 1986), japanische Eisschnellläuferin
- Hozumi, Nobushige (1855–1926), japanischer Rechtsgelehrter
- Hozumi, Ryō (* 1994), japanischer Fußballspieler
- Hozumi, Shigetō (1883–1951), japanischer Jurist mit dem Schwerpunkt Familienrecht
- Hozumi, Yatsuka (1860–1912), japanischer Jurist

### Hozz
- Hozzel, Paul-Werner (1910–1997), deutscher Pilot und Ritterkreuzträger im Zweiten Weltkrieg